# Wilibald Swibert Joseph Gottlieb von Besser
Wilibald ( Wilhelm ou Willibald ) Swibert Joseph Gottlieb von Besser ( Innsbruck, 7 de julho de 1784 — 11 de outubro de 1842 ) foi médico e botânico austriaco de nascimento e ucraniano por adoção.

## Biografia
Willibald S.J.G. Besser estudou medicina e botânica na Áustria obtendo seu título de doutor em 1799. Terminado seus estudos exerceu a medicina em Krzemieniec (Galícia) na Ucrânia, e depois (1834-1841) em Kiev.
Durante o tempo em que exercia a sua profissão em Krzemieniec dedicou-se a sua grande paixão que era a botânica, coletando e classificando espécimes da redondeza. Este trabalho deu forma a sua primeira obra, "Primitiae Florae Galiciae austriaceae..." , em 1809.
Em 1808, Besser assumiu como professor de botânica na Universidade de Krements, na Ucrânia, e como diretor do Jardim Botânico da mesma cidade. A Universidade de Krements foi criada numa localidade perto de Kiev com o propósito de descongestionar a Universidade de Kiev. Besser se encarregou de aumentar em extensão e em equipamentos o Jardim Botânico, que sob a sua direção além de criar várias avenidas de arboretum ampliou com várias estufas.
Durante o tempo em que Besser permaneceu em Krements desenvolveu um grande herbário, em parte por espécimes coletados por ele e outros por trocas com botânicos da época. No herbário incluiu exemplares da Ucrânia, Mar Negro, Kiev, Europa Ocidental, Europa Oriental,Cáucaso, Sibéria, Índia, África, Austrália e América, com uns 60.000 espécimes. Desde 1832 até a sua morte foi diretor do Jardim Botânico de Kiev, a quem doou o seu herbário, atualmente parte do "Herbario Nacional da Ucrania".
Publicou em 1809 o trabalho "Primitiae Florae Galiciae Austriacae Utrisque" e, em 1822, "Enumeratio Plantarum hujusquerin...".
Besser foi um pesquisador e um taxonomista da flora da Ucrânia, realizando grandes contribuições para o desenvolvimento da botânica, em particular na "Florografia", e foi um sistemático das plantas vasculares. Besser realizou novas contribuições referentes aos endemismos, onde as plantas "relicticas" se mostraram como elementos muito descritivos e significativos para um conhecimento científico profundo. Seu estudo foi a primeira tentativa realizada para confrontar uma análise geobotânica da Flora Volyno-Podolia. O seu trabalho publicado em 1823, "Aperçu de la géographie botanique de Volhynie et de Podolie", foi considerado como um grande avanço científico.
Besser estudou e descreveu várias espécies de orquídeas que levam a sua abeviatura no nome específico, entre elas a Epipactis atrorubens, descrita em 1826.
Besser publicou vários tratados de taxonomia. Descreveu aproximadamente 100 novas espécies, e estudou particularmente a taxonomia dos gêneros: Artemisa L., Rosa L. e Veronica L.

## Obras
- "Primitiae Florae Galiciae Austriacae Utrisque . . .", (1809).
- "Enumeratio Plantarum hujusquerin . . . .", (1822).
- "Apercu de la geographie botanique de Volhynie et de Podolie", (1823).